# Prevalitana
Prevalis (lat. i Prevalitana), provincija Rimskog carstva, obuhvaćala je teritorij najvećeg dijela suvremene Crne Gore i dijela Albanije.
Rimljani su u 1. stoljeću pokorili ilirska plemena na teritoriju suvremene Crne Gore.
Kao posebna provincija Prevalis je izdvojen iz sastava provincije Dalmacije oko 297. godine (možda 305. ili 306.).
Značajniji gradovi Prevalisa:  Duklja i Skadar, u primorju Ulcinj i Lješ.
Upravitelj provincije boravio je u Skadru, s administrativnim i sudskim ovlastima. Imao je titulu Vir perfectissimus (skraćeno V.P., također su ga nazivali i Iudex, Rector, Moderator). 
Istočni Goti su napadali Prevalis 495. godine.
Od 620. godine grad Duklju napadaju Slaveni koji su je s vremenom osvojili i pretvorili je u svoj politički i gospodarski centar. 
Tijekom vremena i opadanja moći Rimskoga Carstva, naziv Prevalis će iščeznuti u korist naziva Duklja, koji će s vremenom postati etnonim za Dukljane - pretke suvremenih Crnogoraca.